# لینوکس برای تلفن همراه
توزیع‌های لینوکس برای گوشی‌های همراه که همچنین با لینوکس موبایل نیز شناخته می‌شود، به استفاده از سیستم‌عامل‌های لینوکس‌پایه در گوشی‌های همراه اطلاق می‌شود، که رابط اولیه یا تنها رابط آن صفحه لمسی گوشی است. به‌طور کلی شامل گوشی‌های هوشمند و تبلت‌ها است، اما همچنین برخی از دست‌یارهای دیجیتال شخصی و دست‌گاه‌های پخش صوتی که صفحه لمسی جداگانه‌ای نیز دارند هم شامل می‌شود.
طرح لینوکس موبایل افزوده‌ای جدید با پیش‌گامی سیستم‌عامل اندروید گوگل به گستره کاربری لینوکس است. درحالی که یوبی‌پورتز سعی می‌کرد از اوبونتو تاچ پیروی کند، توسعه گسترده‌تر سیستم‌عامل‌های لینوکس آزاد به‌طور خاص برای دستگاه‌های گوشی همراه تنها در اواخر دهه ۲۰۱۰، زمانی که شرکت‌های مختلف کوچک‌تر پروژه‌هایی را برای توسعه تلفن‌های متن‌باز آغاز کردند، واقعاً تحریک شد.

## فهرست

### سیستم‌عامل‌ها
این فهرستی از توزیع‌های لینوکس که مستقیما برای کاربری گوشی‌های همراه، با برنامه‌های پیش‌تنظیم شده برای گوشی ساخته شده‌اند است. در این فهرست از دو دسته توزیع که برخی از آن‌ها توسط شرکت‌ها تولید شده و برخی از آن‌ها هم توسط انجمن توسعه‌دهندگان تولید شده یاد شده است. چندین توزیع سنتی دارای نسخه‌هایی هستند که برای معماری آرم همگردان شده‌اند، که می‌توان آن‌ها را برای استفاده از این مولفه‌ها پیکربندی کرد. برای مثال، مانجارو توسط پاین‌فون برای معماری آرم توسعه داده می‌شود.

خط‌زمانی ماامو

#### فعال
در زیر لیست پروژه‌های فعال آورده شده است:

##### اندروید
رام‌هایی که برای سیستم‌عامل اندروید عرضه شده‌اند شامل فهرست زیر است:
- ایلو (/e/)
- اندروید x86
- برو اندروید
- ایی‌ام‌یو‌آی
- فایر اواس
- یودی اواس
- لینیج‌اواس
- یکتا یوآی
- رپلیکنت
- وُلا اواس
- ور اواس
- گرافین اواس
- فهرست توزیع‌های سفارشی اندروید

##### غیر اندروید
- سیستم عامل آستروید
- کروم اواس
- هارمونی‌اواس/ایی‌ام‌یو‌آی
- فدورا موبایل
- کای‌اواس
- ثابت‌افزار کیندل
- لون اواس ( بر پایه وب‌اواس اچ‌پی)[۱]
- ماامو لسته ( شاخه‌ای از توزیع جامانده ماامو بر پایه دووآن)
- مانجارو آرم
- موبیان (بر پایه دبیان)
- نیکس اواس موبایل[۲] (بر پایه نیکس اواس)
- پست‌مارکت (برپایه آلپاین لینوکس)
- پییر اواس
- سیلفیش اواس (بر پایه نمو موبایل)
- اس‌اچ‌آر
- سیستم‌عامل استیم
- تایزن
- اوبونتو تاچ
- وب‌اواس

#### متوقف شده
توسعه پروژه‌های زیر متوقف شده است:
- بادا
- فایرفاکس اواس
- می‌گو
- موبلین
- اوپن‌موکو
- اوپن‌زائروس

### گوشی‌های هوشمند
گوشی‌های هوشمند زیر به همراه لینوکس عرضه شده‌اند:
- لیبرم ۵
- نکونو
- پاین‌فون
- وُلا فون
- ایکس‌فون

### میان‌افزارها
- بیزی‌باکس
- سیتکس
- گذرگاه ورودی هوشمند
- مالییت
- مِر
- روش ورودی مشترک هوشمند
- توی‌باکس
- یو‌آی‌ام

### رابط گرافیکی
- GPE Palmtop Environment
- فوش[۳]
- موبایل پلاسما[۴]
- لومیری (پیش از این با یونیتی ۸ شناخته می‌شد)[۵][۶][۷]
- مایویی‌شل ( و ماییویی‌کیت)
- اس‌اکس‌ام‌اُ[۸]